# Население на Судан
Населението на Судан според последното преброяване от 2008 г. е 30 894 000 души. Тогава в състава на страната е днешен Южен Судан.

## Численост
Численост на населението според преброяванията през годините:
| Година | Численост  |
| 1993   | 21 266 641 |
| 2008   | 30 894 000 |

## Възрастова сткруктура
(2000)
- 0-14 години: 45% (мъжe 8 064 592 / жени 7 712 839)
- 15-64 години: 53% (мъже 9 300 886 / жени 9 290 340)
- над 65 години: 2% (мъже 406 034 / жени 305 123)

## Коефициент на плодовитост
- 2000-5.47

## Расов състав
- 52 % – чернокожи
- 39 % – араби
- 9 % – други

## Езици
Официални езици в Судан са арабски и английски.

## Религия
- 70 % – мюсюлмани (предимно сунити)
- 25 % – местни религии
- 5 % – християни